# مسابقات قهرمانی کوراش جهان ۲۰۰۲
مسابقات قهرمانی کوراش جهان ۲۰۰۲ از تاریخ ۳۰ اوت تا تاریخ ۲ سپتامبر در ایروان پایتخت ارمنستان برگزار شد
این مسابقات در هفت وزن برگزار شد قهرمان این اوزان عبارتنداز:
- under 73 کیلوگرم مردان  CHOHELLI Archill (گرجستان)
- under 81 کیلوگرم مردان  AHMEDOV Isoq (ازبکستان)
- under 90 کیلوگرم مردان  DAUO Marcos (برزیل)
- آزاد-مردان TATAROGLU Selim (ترکیه)
- under 52 کیلوگرم زنان  NAJARYAN Kristina (ارمنستان)
- under 63 کیلوگرم زنان  EBEU Aktan (ترکیه)
- آزاد-زنان  KAYA Belkis (ترکیه)